# Curació d'un leprós

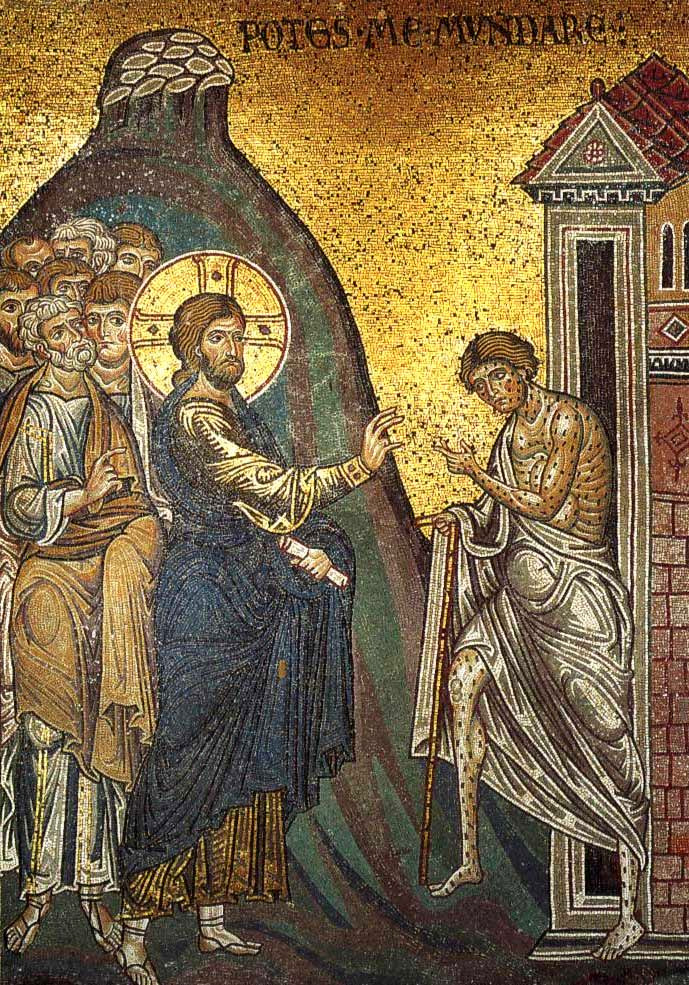
Representació romana d'Orient del miracle

La curació d'un leprós és un dels miracles de Jesús narrat als evangelis (Mateu 8:1-4, Marc 1:40-45 i Lluc 5:12-16)

## Narració
Un malalt de lepra es va acostar a Jesús i li va dir: «Si ho vols, pots guarir-me». Jesús contestà: «Ho vull» i el va tocar, fent que la malaltia desaparegués. Després va aconsellar al leprós no explicar el fet a ningú, només calia anar a veure els sacerdots i fer l'ofrena corresponent. Ell, però, va escampar la notícia fent augmentar la fama de Jesús.

## Interpretació
La lepra era una malaltia que estigmatitzava molt els qui la patien, ja que havien d'apartar-se de la gent per no contagiar. Aquesta mesura profilàctica estava recollida a l'Antic Testament al llibre del Levític 13, un fet que situava la malaltia en un context de càstig diví, per la qual cosa el missatge de Jesús en guarir-la és assegurar la bondat de Déu alhora que el seu poder i la compassió pels qui pateixen. La curació de deu leprosos que ocorre més endavant (narrada a l'evangeli segons Lluc) reafirma aquest miracle.
Un detall rellevant és que el leprós apel·la a la voluntat de Jesús: només volent-ho ja pot curar-lo. I Jesús accepta la petició, afirmant explícitament que vol ajudar el creient. Com en altres casos de curacions, no apareix explicat a l'evangeli de Joan. Jesús demana discreció, fet insòlit després d'un miracle, i el commina a visitar els sacerdots (encarregats oficials de testificar guariments), ja que per a ell la millor prova són els fets i no solament les històries que es puguin explicar sobre el seu ministeri.